# Anatoli Wassiljewitsch Akentjew
Anatoli Wassiljewitsch Akentjew (russisch Анатолий Васильевич Акентьев; * 23. Dezember 1939 in Kaluga; † 23. April 2023) war ein sowjetischer Skilangläufer.

## Werdegang
Akentjew, der für den ZSKA Moskau startete, trat international erstmals bei den Svenska Skidspelen 1963 in Falun in Erscheinung. Dort siegte er bei den Junioren über 15 km. Bei den Weltmeisterschaften 1966 in Oslo wurde er jeweils Fünfter über 30 km und mit der Staffel. Im folgenden Jahr gewann er beim Holmenkollen Skifestival über 15 km. Bei den Olympischen Winterspielen 1968 in Grenoble belegte er den 20. Platz über 50 km, den 16. Rang über 15 km und den zehnten Platz über 30 km. Zudem errang er dort den vierten Platz mit der Staffel. Im Jahr 1971 kam er bei den Svenska Skidspelen auf den zweiten Platz mit der Staffel. Bei den sowjetischen Meisterschaften siegte Akentjew dreimal mit der Staffel (1965, 1966, 1968), zweimal über 15 km (1965, 1967) und einmal über 30 km (1966). Nach seiner Karriere als Skilangläufer war er Trainer der sowjetischen und der russischen Skilanglauf-Nationalmannschaft. Im Jahr 1979 wurde er Vizepräsident und 2006 Ehrenvizepräsident der FIS. Von 1996 bis 2004 war er Präsident des Skilanglaufverbandes in Russland.